# Soleneiscus
Soleneiscus é um gênero de esponja marinha da família Soleneiscidae.

## Espécies
- Soleneiscus apicalis (Brøndsted, 1931)
- Soleneiscus hispida (Brøndsted, 1931)
- Soleneiscus irregularis (Jenkin, 1908)
- Soleneiscus japonicus (Haeckel, 1872)
- Soleneiscus olynthus (Borojevic & Boury-Esnault, 1987)
- Soleneiscus radovani Wörheide & Hooper, 1999
- Soleneiscus stolonifer (Dendy, 1891)